# Союз Т-8
«Союз Т-8» — пилотируемый космический корабль.

## Параметры полёта
- Масса аппарата — 6,85 т.
- Наклонение орбиты — 51,6°.
- Период обращения — 88,6 мин.
- Перигей — 196 км.
- Апогей — 213 км.

## Экипаж старта и посадки
- Командир корабля — Титов, Владимир Георгиевич (1)
- Бортинженер корабля — Стрекалов, Геннадий Михайлович (2)
- Космонавт-исследователь корабля — Серебров, Александр Александрович (2)

## Дублирующий экипаж
- Командир корабля — Ляхов, Владимир Афанасьевич
- Бортинженер корабля — Александров, Александр Павлович
- Космонавт-исследователь корабля — Савиных, Виктор Петрович

## Описание полёта
Программа полёта предусматривала стыковку корабля «Союз Т-8» с орбитальным комплексом «Салют-7» — «Космос-1443», который с декабря 1982 года был необитаем и находился в автоматическом режиме полёта.
В момент сброса головного обтекателя ракеты-носителя была повреждена антенна автоматической системы сближения «Игла». В результате антенна стыковки не смогла полностью раскрыться. Несколько попыток экипажа выправить антенну не удались. Группа управления попробовала осуществить сближение по баллистическому прогнозу, без использования данных «Иглы» с переходом на ручное управление на ближнем участке. По докладу экипажа, подтверждённому впоследствии данными радиометрического контроля орбиты, расстояние до станции по завершении этапа автономного сближения составило 4.5 км, что явилось следствием накопления ошибок баллистического прогноза при отсутствии коррекции от «Иглы». Экипаж доложил, что видит станцию, и получил добро на ручное управление сближением, однако им не хватило для этого времени. На расстоянии 1,5-2 км станция и корабль вошли в тень и экипаж потерял визуальный контроль за станцией. Особенностью данного сближения было то, что в связи с неработающей системой «Игла» станция не была повернута стыковочным узлом в сторону подлетающего корабля, из-за чего экипаж не видел в темноте навигационные огни, расположенные на стыковочном узле. Экипаж доложил, что примерно через 5 минут после входа в тень корабль прошёл около станции, однако экипаж не имел возможности определить положение стыковочного узла и продолжить ручное сближение. После выхода из тени обнаружить станцию не удалось.
Группа управления не дала экипажу разрешение на повторение режима ручного сближения, дав указание готовиться к спуску на Землю, который был выполнен без замечаний.
Первоначально по программе полёта космонавтом-исследователем экипажа готовилась И. Р. Пронина, однако незадолго до старта она была заменена космонавтом-исследователем дублирующего экипажа А. А. Серебровым, а в дублирующий экипаж был введён В. П. Савиных.